# De ira
De ira (Nederlands: Over de woede) is een geschrift uit de Dialogi van Lucius Annaeus Seneca. Het uit drie boeken bestaande werk is geschreven omstreeks het jaar 41 en gericht aan zijn broer Novatus. Met tientallen historische voorbeelden illustreert de stoïcijnse filosoof waarom men woede moet voorkomen en bestrijden.

## Nederlandse vertalingen
- Lucius Annaeus Seneca. Vragen en antwoorden, inleiding, vertaling en aantekeningen door Cornelis Verhoeven, 1983
- Lucius Annaeus Seneca. Dialogen, inleiding, vertaling en aantekeningen door Tjitte H. Janssen, 1996 (laatste duk: 2018)
- Lucius Annaeus Seneca. Woede & genade, vertaald, ingeleid en van aantekeningen voorzien door Piet Schrijvers, 2016 (heruitgegeven in 2020 als Woede & clementie)